# Souad Abderrahim
Souad Abderrahim (en árabe: سعاد عبد الرحيم‎; Sfax, 16 de diciembre de 1964) es una farmacéutica y política tunecina. Desde el 3 de julio de 2018 ejerce como alcaldesa de la ciudad de Túnez. Es la primera alcaldesa democráticamente electa de la capital tunecina, y la primera mujer en encabezar el gobierno municipal de la capital de un país islámico.
Desde septiembre de 2017 forma parte de la ejecutiva del partido islamista Ennahdha. Entre el 22 de noviembre de 2011 y el 2 de diciembre de 2014 fue diputada por este partido en la Asamblea Constituyente de Túnez y presidenta de la Comisión de Derechos y Libertades de esta asamblea.

## Biografía
Souad Abderrahim es originaria de Métouia. Alumna del liceo Khaznadar en las afueras de Túnez, utilizó el velo durante sus años de estudiante en la Facultad de Medicina de Monastir. Empieza a militar y a reunirse con activistas como Ajmi Lourimi, miembro de la ejecutiva del partido islamista Ennahdha. En 1985 es cofundadora de la Unión General Tunecina de Estudiantes (UGTE), un sindicato que en la época está formado en un 70 % por militantes islamistas.
Su implicación militante le costó quince días de cárcel en 1985, mientras intentaba calmar una violenta. disputa entre estudiantes. Fue obligada de abandonar la facultad y retoma más tarde los estudios de farmacia en Monastir.[cita requerida] En 1991, ante la ilegalización de la UGTE por parte del régimen de Ben Alí inicia su activismo de militante que le cuesta el encarcelamiento como opositora.

Obtiene su diploma de farmacia en 1992. Abandona entonces el velo y trabaja como directiva en una empresa mayorista de productos farmacéuticos.

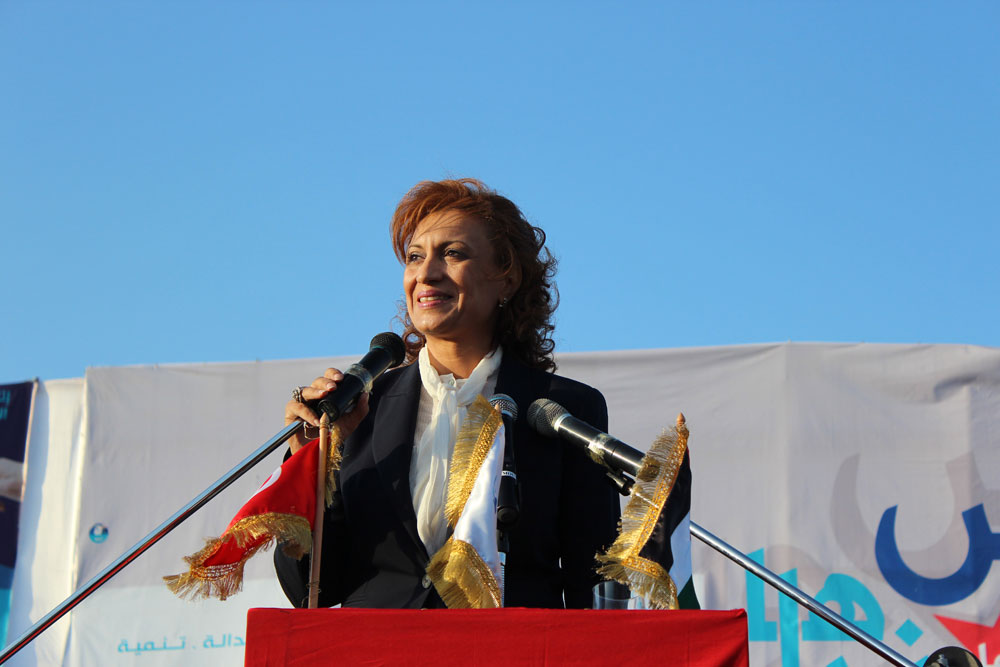
Souad Abderrahim durante un mitin de campaña en Ben Arous, en octubre de 2011.

Se lanza a la actividad asociativa y política tras la revolución del 14 de enero de 2011. El 21 de enero de 2011 sale a la calle para reivindicar con otros miembros del UGTE la restitución de la legalidad del sindicato, la independencia de la facultad y con la intención de crear "la liga de los antiguos miembros del sindicato".
El 9 de abril de 2011, se organizó la primera asamblea de la UGTE presidida por ella. Estaban presentes los representantes del partido islamista Ennahdha cuya ejecutiva le propone incorporarse al partido en el que está considerada como el escaparate a nivel internacional. Sobre las reticencias de la gente al islamismo político dice "Esta fobia es comprensible, si sabemos que el islamismo en el resto del mundo ha fracasado. Pero Ennahdha está lejos de ser extremista. Por ejemplo, ¡nunca recibí ningún comentario sobre mi aspecto y mi creencia de no usar el velo! "

### Trayectoria política
El 23 de octubre de 2011 logró un escaño en la asamblea constituyente, como representante de Ennahdha en la circunscripción de Túnez 2 donde fue cabeza de lista. El 9 de noviembre declara durante un debate sobre Monte Carlo Doualiya que las libertades deben "enmarcarse en las costumbres, las tradiciones y el respeto de la moral" e ilustra su propósito denunciando a las madres solteras que «no tendrían que aspirar a un marco legal que protege sus derechos ».
Tras sus declaraciones sobre las madres solteras a las que llamó "infames" el 22 de noviembre de 2011 durante una manifestación frente a la Asamblea por parte de grupos activistas en favor del laicismo y los derechos de las mujeres fue abucheada con gritos de "Fuera!" y se requirió la intervención policial para que ésta pudiera llegar hasta la puerta para acceder a la Asamblea.
Se querella con Jalel Brick, « Facebooker » tunecino, al que acusa de difamación insultándola y atentando a su honor en las redes sociales. La fiscalía recoge la queja y solicita a la brigada criminal de Túnez que investigue.
En 2014, fue condecorada con el distintivo de chevalier de la Orden tunecina del Mérito.
Desde septiembre de 2017 forma parte de la ejecutiva Ennahdha aunque asegura que no se ha dado de alta como militante del partido.
El 6 de mayo de 2018 fue la candidata de Ennahdha al Ayuntamiento de Túnez en las elecciones municipales, la única mujer candidata entre la lista de 10 candidaturas que concurren para estas elecciones en la ciudad. Su principal rival es el candidato de Nidaa Tounes Kamel Idir.
El 3 de julio de 2018 fue elegida alcaldesa en segunda vuelta por 26 votos a favor frente a los 22 de su adversario Kamel Idir. Algunos miembros del consistorio de izquierda o de centro rechazaron votar negándose a los candidatos de los dos partidos hegemónicos, Ennahdha y Nidaa.

## Vida privada
Abderrahim está casada con Anouar Landa, gerente de una sociedad especializada en softwares de farmacia. La pareja tiene dos hijas : Samy y Nourhene.